# Charlie Cooke
Pour les articles homonymes, voir Cooke.
Charles Cooke, couramment appelé Charlie Cooke, est un footballeur international puis entraîneur écossais, né le 14 octobre 1942, à St Monans, Fife. Il évolue au poste d'ailier et est principalement connu pour ses 10 saisons passées à Chelsea FC avec qui il remporte la Coupe d'Europe des vainqueurs de coupe en 1971 et la Coupe d'Angleterre en 1970.
Il compte 16 sélections en équipe d'Écosse.

## Biographie

### Carrière en club
Après avoir commencé sa carrière en Écosse à Aberdeen, il s'engage pour Dundee en décembre 1964. Il y est élu joueur de l'année par les supporteurs. Il rejoint ensuite le championnat anglais en signant pour Chelsea en avril 1966, dans le cadre d'un transfert de 72 000 £, ce qui constitue alors le record pour les Blues. Il est engagé par l'entraîneur Tommy Docherty dans une période de reconstruction de l'équipe et il s'impose comme un des joueurs majeurs, prenant la place de Terry Venables. 
Son premier match avec Chelsea a lieu en mai 1966. Il s'agit du match retour de la demi-finale de la Coupe des villes de foires 1965-66 contre le FC Barcelone, avec à la clé une victoire 2-0. Il joue en tout 410 matchs pour les Blues (dont 331 en championnat) pour 5 buts marqués (4 en championnat).
Il joue la finale de la FA Cup en 1967, s'inclinant contre Tottenham, 1-2. Il prend sa revanche trois ans plus tard, remportant cette coupe contre Leeds United sur un score cumulé de 4-3 (avec un match à rejouer remporté 2-1 après un premier nul 2-2). Qualifié pour la Coupe des Coupes, il remporte l'édition 1971 en disposant du Real Madrid sur un score cumulé de 3-2 (avec un match à rejouer remporté 2-1 après un premier nul 1-1).
Il s'engage ensuite en faveur de Crystal Palace, avant de revenir deux saisons plus tard à Chelsea pour quatre années supplémentaires. Il joue un total de 373 matches pour Chelsea pour 30 buts inscrits, dont 299 et 22 buts en championnat. Il est élu deux fois joueur de l'année par les supporteurs, en 1968 et en 1975.
Il finit sa carrière en Amérique du Nord, jouant pour plusieurs franchises américaines, s'engageant tout d'abord pour les Aztecs de Los Angeles en juillet 1978 avec qui il avait déjà participé aux deux saisons d'été précédentes alors même qu'il était encore à Chelsea.
En 1980, il remplace son ancien coéquipier de Chelsea, Eddie McCreadie, comme joueur-entraîneur des Memphis Rogues. Après la fin de sa carrière, il reste aux États-Unis, dirigeant une école de football à Cincinnati dans l'Ohio. En 2006, il fait paraître une autobiographie, écrit en collaboration avec Martin Knight (en), intitulée The Bonnie Prince.

### Carrière internationale
Charlie Cooke reçoit 16 sélections en faveur de l'équipe d'Écosse. Il joue son premier match le 24 novembre 1965, pour une victoire 4-1, à l'Hampden Park de Glasgow, contre le pays de Galles en British Home Championship. Il reçoit sa dernière sélection le 13 mai 1975, pour une victoire 1-0, à l'Hampden Park de Glasgow, contre le Portugal en match amical. Il n'inscrit aucun but lors de ses 16 sélections. Il récolte toutefois un carton jaune.
Il participe avec l'équipe d'Écosse aux éliminatoires de la Coupe du monde 1966 (1 match) et aux éliminatoires de la Coupe du monde 1970 (4 matchs). Il prend également part aux éliminatoires de l'Euro 1968, aux éliminatoires de l'Euro 1972, aux éliminatoires de l'Euro 1976, et enfin aux British Home Championships de 1966 et 1969.

## Palmarès
- Chelsea :
  - Vainqueur de la Coupe d'Europe des vainqueurs de coupe en 1971
  - Vainqueur de la Coupe d'Angleterre en 1970